# Altenburg bei Brugg
Altenburg ist ein Stadtteil von Brugg im Schweizer Kanton Aargau. Bis zur Zwangsfusion im Jahr 1901 durch den Grossen Rat war es eine selbständige Einwohnergemeinde im Bezirk Brugg.

## Geographie
Die Ortschaft liegt am Rand der Schotterterrasse über der Aare. Vom Ortsbild her ist der Siedlungskern von Altenburg heute noch als Dorf erkennbar, während die jüngeren Quartiere lückenlos in die Siedlungsstruktur von Brugg übergehen.
Das Gemeindegebiet war mit einer Fläche von 187 Hektaren relativ klein. Es erstreckte sich über eine Länge von über dreieinhalb Kilometern der Aare entlang, war aber durchschnittlich nur etwa 300 Meter breit.

## Geschichte

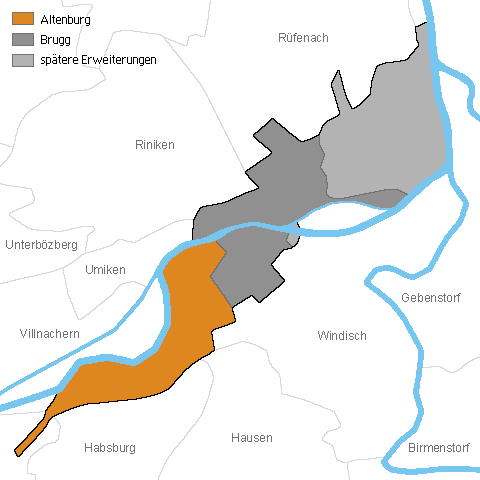
Ocker: das ehemalige Gemeindegebiet von Altenburg

Um das Jahr 370 errichteten die Römer ein Kastell an der Aare. Es entstand auf dem Felskopf an der Flussbiegung der Aare als Teil des Donau-Iller-Rhein-Limes-Systems. Allerdings lassen einige Münzfunde darauf schliessen, dass auf dem Platz möglicherweise bereits zu Beginn des 4. Jahrhunderts eine Siedlung entstanden war. Zwischen 401 und 406 gaben die Römer das Bauwerk wieder auf.
Im späten 10. Jahrhundert liess sich in Altenburg ein Adelsgeschlecht nieder, das möglicherweise von den elsässischen Etichonen abstammte. Graf Lanzelin liess die wohl noch weitgehend erhaltenen Mauern des Kastells zur Burg ausbauen, von der in der heutigen Jugendherberge Schlösschen Altenburg noch einzelne Bauteile sichtbar sind. Um 1020 ordnete sein Sohn Radbot den Bau der Habsburg auf dem drei Kilometer südwestlich gelegenen Wülpelsberg an. Einige Jahrzehnte später nahm das Geschlecht den Namen dieser Burg an. Somit ist Altenburg die erste nachweisbare Residenz der Habsburger.
Die erste urkundliche Erwähnung von Altinburch erfolgte im Jahr 1254. In dieser Urkunde übergab Gertrud von Regensberg mit Zustimmung ihrer Söhne Gotfrid, Rudolf, Otto und Eberhard ihren Besitz in Altenburg, Obernburg, Hausen, Birrhard und Birrenlauf (heute Schinznach-Bad) der Deutschordenskommende Beuggen. Da zu diesem Zeitpunkt ihr Ehemann Rudolf der Schweigsame bereits verstorben war, lässt sich nicht bestimmen, ob es sich dabei tatsächlich um regensbergischen Besitz gehandelt hat oder ob dieser durch Erbschaft ihres Gatten an sie gegangen war.

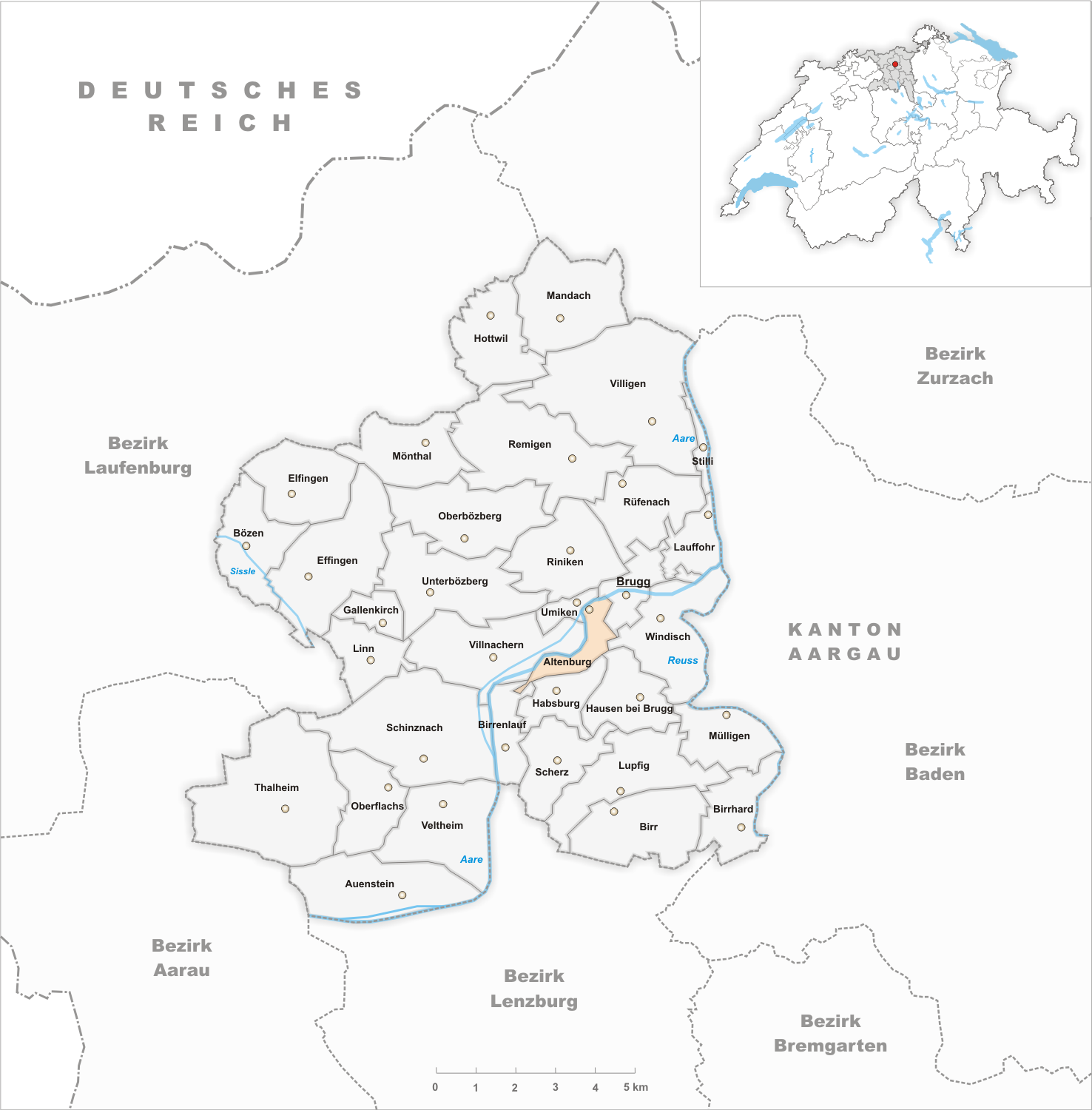
Gemeindestand vor der Fusion am 1. Januar 1901

Im Mittelalter gehörte das Dorf zum Eigenamt, dem ältesten Besitz der Habsburger. 1397 übertrugen diese die Grund- und Gerichtsherrschaft über dieses Gebiet an das Kloster Königsfelden in Windisch. 1415 wurde das Eigenamt ein Untertanengebiet der Stadt Bern und lag damit im so genannten Berner Aargau. Nach Einführung der Reformation im Jahr 1528 erfolgte die Säkularisation des Klosters. Bern wandelte das Eigenamt in die Landvogtei Königsfelden um und übte nun sämtliche Rechte aus. Im März 1798 nahmen die Franzosen die Schweiz ein, setzten die alten Herrschaftsrechte ausser Kraft und errichteten die Helvetische Republik. Altenburg gehört seither zum Kanton Aargau.
Bis Ende des 19. Jahrhunderts war Altenburg eine fast ausschliesslich landwirtschaftlich geprägte Gemeinde; Heimarbeit für die Textilindustrie sorgte für einen bescheidenen Zusatzverdienst. Der Bau der 1875 eröffneten Bözberglinie hatte weitreichende Folgen: Die Eisenbahnbrücke über die Aare nach Umiken prägt das Ortsbild bis heute. Die ursprüngliche Eisenkonstruktion wurde zweimal erneuert und 1995 durch eine moderne Betonbrücke ersetzt. Der Bahndamm zur Brücke schnitt ein grösseres Gebiet vom Rest der Gemeinde ab. Zum 1892 an der Aare entstandenen Kraftwerk Brugg gehörte ein Oberwasserkanal mit der Wasserfassung auf Altenburger Boden.
Zwischen 1898 und 1901 löste der Kanton Aargau zwölf kleine Gemeinden gegen ihren Willen auf, da sie wirtschaftlich nicht überlebensfähig schienen und die gesetzlich vorgeschriebenen Aufgaben nicht erfüllen konnten. Dazu zählte auch Altenburg. Obwohl die Gemeindeversammlung sich mit 42 zu 2 Stimmen dagegen aussprach, wurde die Eingemeindung zu Brugg am 1. Januar 1901 gemäss Beschluss des Grossen Rates vollzogen. Die Stadt Brugg konnte dadurch das Stadtgebiet auf das Doppelte erweitern. Heute ist der nördliche Teil der einstigen Gemeinde mit Wohngebieten überbaut. Im Süden entstand im Wildischachen eine weitläufige Industriezone, 1937 das Schwimmbad und 1982 dazu das Hallenbad.

## Bevölkerung

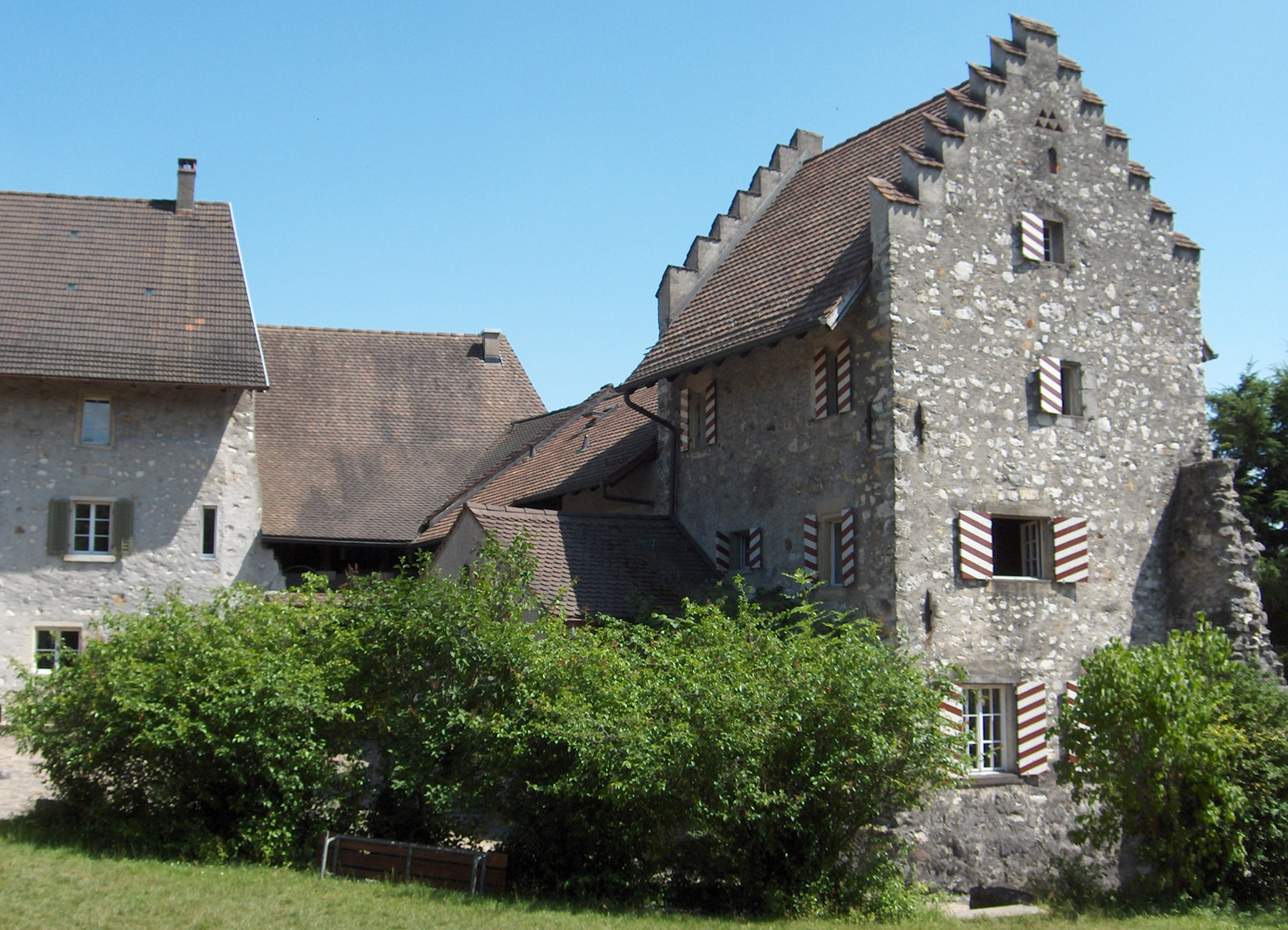
Schlösschen Altenburg

Die Einwohnerzahlen entwickelten sich wie folgt:
| Jahr      | 1764 | 1850 | 1870 | 1888 | 1900 |
| Einwohner | 125  | 191  | 216  | 162  | 293  |